# 112-й меридіан західної довготи
112-й меридіан західної довготи — лінія довготи, що лежить на 112 градусів західніше Гринвіцького меридіана. Вона проходить від Північного полюса через Північний Льодовитий океан, Північну Америку, Тихий океан, Південний океан та Антарктиду до Південного полюса.
112-й меридіан західної довготи формує велике коло разом із 68-тим меридіаном східної довготи.

## Список географічних об'єктів, що перетинає 112° зх. д.
Починаючи на Північному полюсі та рухаючись до Південного полюса, 112-й меридіан західної довготи проходить через:
| Координати                                                   | Країна, територія або море | Примітки |
| ------------------------------------------------------------ | -------------------------- | --- |
| 90°0′ пн. ш. 112°0′ зх. д. / 90.000° пн. ш. 112.000° зх. д.  | Північний Льодовитий океан | |
| 78°33′ пн. ш. 112°0′ зх. д. / 78.550° пн. ш. 112.000° зх. д. | Канада                     | Північно-Західні території — проходить через острів Борден                                                                           |
| 78°21′ пн. ш. 112°0′ зх. д. / 78.350° пн. ш. 112.000° зх. д. | Протока Вілкінс[en]        | |
| 78°2′ пн. ш. 112°0′ зх. д. / 78.033° пн. ш. 112.000° зх. д.  | Канада                     | Північно-Західні території — проходить через острів Маккензі-Кінг                                                                    |
| 77°20′ пн. ш. 112°0′ зх. д. / 77.333° пн. ш. 112.000° зх. д. | Північний Льодовитий океан | |
| 76°0′ пн. ш. 112°0′ зх. д. / 76.000° пн. ш. 112.000° зх. д.  | Канада                     | Північно-Західні території — проходить через острів Мелвілл                                                                          |
| 75°9′ пн. ш. 112°0′ зх. д. / 75.150° пн. ш. 112.000° зх. д.  | Затока Ліддон[en]          | |
| 75°1′ пн. ш. 112°0′ зх. д. / 75.017° пн. ш. 112.000° зх. д.  | Канада                     | Північно-Західні території — проходить через острів Мелвілл                                                                          |
| 74°28′ пн. ш. 112°0′ зх. д. / 74.467° пн. ш. 112.000° зх. д. | Протока Паррі              | Протока Віконта Мелвілла |
| 72°53′ пн. ш. 112°0′ зх. д. / 72.883° пн. ш. 112.000° зх. д. | Канада                     | Північно-Західні території — проходить через острів Вікторія Нунавут — проходить через острівВікторія                                |
| 68°31′ пн. ш. 112°0′ зх. д. / 68.517° пн. ш. 112.000° зх. д. | Затока Коронейшн           | |
| 68°14′ пн. ш. 112°0′ зх. д. / 68.233° пн. ш. 112.000° зх. д. | Канада                     | Нунавут — проходить через архіпелаг Д'юк-оф-Йорк[en]                                                                                 |
| 68°10′ пн. ш. 112°0′ зх. д. / 68.167° пн. ш. 112.000° зх. д. | Затока Коронейшн           | |
| 67°45′ пн. ш. 112°0′ зх. д. / 67.750° пн. ш. 112.000° зх. д. | Канада                     | Нунавут — проходить через острів Хепберн[en] і материк Північно-Західні території — проходить через Велике Невільниче озеро Альберта |
| 49°0′ пн. ш. 112°0′ зх. д. / 49.000° пн. ш. 112.000° зх. д.  | США                        | Монтана Айдахо Юта — проходить західніше Солт-Лейк-Сіті Аризона — проходить через Фінікс                                             |
| 31°37′ пн. ш. 112°0′ зх. д. / 31.617° пн. ш. 112.000° зх. д. | Мексика                    | Сонора |
| 28°51′ пн. ш. 112°0′ зх. д. / 28.850° пн. ш. 112.000° зх. д. | Каліфорнійська затока      | |
| 27°6′ пн. ш. 112°0′ зх. д. / 27.100° пн. ш. 112.000° зх. д.  | Мексика                    | Проходить через півострів Каліфорнія Південна Нижня Каліфорнія                                                                       |
| 24°44′ пн. ш. 112°0′ зх. д. / 24.733° пн. ш. 112.000° зх. д. | Затока Магдалена[en]       | |
| 24°32′ пн. ш. 112°0′ зх. д. / 24.533° пн. ш. 112.000° зх. д. | Мексика                    | Південна Нижня Каліфорнія — проходить через острів Санта-Маргарита[es]                                                               |
| 24°31′ пн. ш. 112°0′ зх. д. / 24.517° пн. ш. 112.000° зх. д. | Тихий океан                | Проходить східніше острова Рока-Партіда[en], Мексика                                                                                 |
| 60°0′ пд. ш. 112°0′ зх. д. / 60.000° пд. ш. 112.000° зх. д.  | Південний океан            | |
| 74°10′ пд. ш. 112°0′ зх. д. / 74.167° пд. ш. 112.000° зх. д. | Антарктида                 | Проходить через Землю Мері Берд, на яку жодна країна не претендує                                                                    |